# Vénus et l'Amour (Sustris)
Pour les articles homonymes, voir Vénus et l'Amour.
Vénus et l'Amour (parfois aussi Vénus, Mars et l'Amour ou encore Vénus et Cupidon) est un tableau du peintre néerlandais Lambert Sustris qui l'a probablement réalisé vers 1554. Aujourd'hui, la peinture est exposée au musée du Louvre à Paris.

## Description
Lambert Sustris, employé de l'atelier de Titien à cette époque, a créé une œuvre inhabituelle avec cette peinture grand format. Il était apparemment basé sur le colorisme de son maître Titien, qui a souvent peint de telles représentations de Vénus.  
La toile montre Vénus nue, mi-assise sur un lit, caressant un couple de colombes essayant de s'accoupler. La colombe est l'un des attributs de Vénus. Son fils Éros (ou Cupidon), nu et ailé, avec son carquois, se prépare à piquer avec sa flèche le pigeon mâle pour l'aider à l'accouplement.  
Au fond de la scène on aperçoit, approchant au loin, le dieu de la guerre Mars, qui vient rejoindre la déesse.   

## Sources
- Gabriele Bartz, Eberhard König: Musée du Louvre. Art et architecture. Könemann, Cologne 2005,  (ISBN 3-8331-1425-8), p. 312-313